# Creu patriarcal

Creu patriarcal

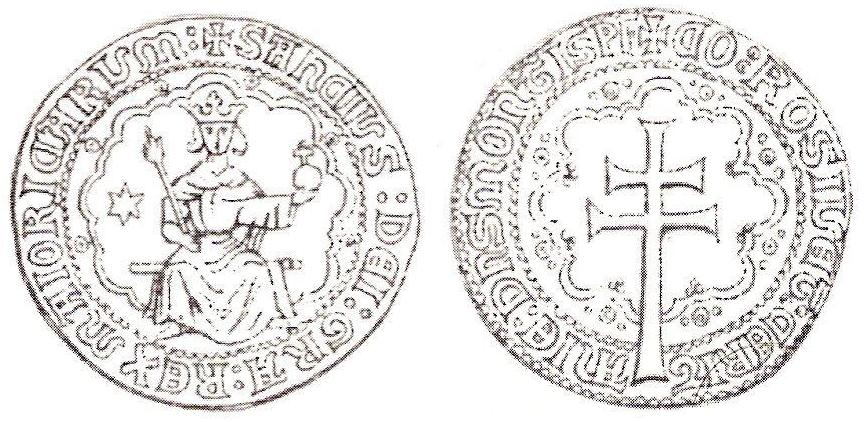
Creu patriarcal al revers del reial d'or de Mallorca (1310-1387)

La creu patriarcal, també denominada creu arquebisbal i creu de Lorena, és un tipus de creu d'origen bizantí caracteritzada per tenir doble travesser desigual, essent el superior de menor longitud que l'inferior i representant la cartel·la que Ponci Pilat feu posar a la creu de Jesucrist amb la inscripció INRI.
Fou usada com signe distintiu d'arquebisbes i patriarques i en heràldica apareix a Europa a l'escut personal del rei d'Hongria Béla III (1148 - 1196), que havia residit a Constantinoble.
Al Regne de Mallorca fou usada al revers del reial d'or, encunyat entre 1310 i 1387, i també és l'escut del Reial Monestir de Santa Maria de Santes Creus (Alt Camp).
El 1477, Renat I de Lorena, portà la creu patriarcal a la batalla de Nancy, en oposició a la Creu de Borgonya, i des d'aleshores va ser integrada en l'heraldica del comtat i popularitzat el nom de Creu de Lorena.
Potser per algun paral·lelisme simbòlic amb el seu origen a Lorena, l'any 1940 fou adoptada pel govern de França Lliure en oposició a la creu gammada de l'Alemanya nazi.